# Renningen
Renningen település Németországban, azon belül Baden-Württembergben. Lakosainak száma 18 655 fő (2023. december 31.).

## Népesség
A település népessége az elmúlt években az alábbi módon változott:
| Lakosok száma | 12 128 | 17 107 | 18 049 | 18 206 | 18 435 | 18 596 | 18 655 |
|               | 1975   | 2015   | 2017   | 2019   | 2021   | 2022   | 2023   |